# Pteris bulbifera
Pteris bulbifera là một loài dương xỉ trong họ Pteridaceae. Loài này được Jenman mô tả khoa học đầu tiên năm 1893.
Danh pháp khoa học của loài này chưa được làm sáng tỏ. 